# 앤서니 다운스
앤서니 다운스(Anthony Downs, 1930년 11월 21일 ~ 2021년 10월 2일)는 공공정책, 행정학을 전문으로 한 미국의 경제학자이다. 저작으로는 《민주주의의 경제이론》(An Economic Theory of Democracy) (1957)가 알려져 있다. 이 저작은 합리적 선택 이론의 초창기 저작으로, 투표 이론을 다루었다.이슈관심주기라는 말을 처음 사용한 학자이기도 하다.

## 같이 보기
- 합리적 선택 이론